# Mountain bike al XVIII Festival olimpico estivo della gioventù europea
Le competizioni di mountain bike al XVIII Festival olimpico estivo della gioventù europea si sono svolte il 23 luglio 2025 a Skopje, in Macedonia del Nord. 

## Podi
| Evento  | Oro            | Argento         | Bronzo        |
| Ragazzi | Lars Peers     | Lucas Rodríguez | Lenart Dejak  |
| Ragazze | Yaëlle Klauser | Lilly Temar     | Natalia Piróg |

## Medagliere
Nazione ospitante 
| Posizione | Paese    | Oro | Argento | Bronzo | Totale |
| --------- | -------- | --- | ------- | ------ | ------ |
| 1         | Belgio   | 1   | 0       | 0      | 1      |
| 1         | Svizzera | 1   | 0       | 0      | 1      |
| 3         | Francia  | 0   | 1       | 0      | 1      |
| 3         | Svezia   | 0   | 1       | 0      | 1      |
| 5         | Polonia  | 0   | 0       | 1      | 1      |
| 5         | Slovenia | 0   | 0       | 1      | 1      |
| Totale    | Totale   | 2   | 2       | 2      | 6      |